# Ruisseau de Garène
Le ruisseau de Garène est une rivière du Sud de la France qui coule dans les départements du Gard et de l'Aveyron. C'est un affluent de la Dourbie sous-affluent du Tarn en rive gauche, donc un sous-affluent de la Garonne.

## Géographie
De 17,4 km de longueur, le ruisseau de Garène prend sa source au sud du Massif central sur le Causse Noir commune de Lanuéjols dans le département du Gard et se jette dans la Dourbie commune de La Roque-Sainte-Marguerite dans le département de l'Aveyron.

## Départements et villes traversées
- Aveyron : La Roque-Sainte-Marguerite
- Gard : Lanuéjols, Revens.

## Principaux affluents
- Valat de Mont Mourié (1,7 km)

## Hydrologie
C'est un ruisseau non permanent du causse Noir, mais l'un des rares cours d'eau actifs qui circule sur l'un des sept Grands Causses. 